# تيسير عطية
تيسير يعقوب محمود عطية (1951 - 2022) هو ممثل تلفزيوني أردني. حصل على البكالوريوس من المعهد العالي للفنون المسرحية بالعاصمة المصرية القاهرة عام 1976، عمل في التليفزيون الأردني من خلال مسلسلات عدة، منها: أبو جعفر المنصور، المناهل، شجرة الدر، الخنساء.

## أعماله

### المسلسلات التلفزيونية
- حدث في المعمورة 1981
- أبو جعفر المنصور مسلسل تاريخي - (الحسن البصري) 2008
- الأخدود (مسلسل) - مسلسل تاريخي -  (جارح (نائب قبطان السفينة)) 2000
- عروة بن الورد - 1978   (جبار)
- التائه - صافي يدور التائه
- طيور بلا اجنحة
- القرار الصعب - 1986
- الرحيل - 2008
- التجربة - 1985
- رجم الغريب - 1976
- مخاوي الذيب - 2009
- المبروكة - 2014
- المعصرة - 1988
- الزيارة - 1984
- احلام ملونة - 1988 (سعد)
- دروب لا تلتقي - 1986 (سمحان - زوج زريفه)

قلوب حزينة - (بسام) 1986
- الفرح المنسي - 1988
- خطوات نحو المستحيل 1988
- طرفة بن العبد - 1982 (معبد)
- المطاريد -1981(حسن)
- الرصيف البارد -1988
- ويبقى الامل - 1988 (ماهر)
- وتعود القدس
- الخنساء - 1977
- همس القناديل
- اخر الليل
- كنز الحياة
- هيا الى المناهل - 1987
- شجرة الدر - 1979
- مسلسل شمس الاغوار -1981 (عزمي)
- جروح - 1986 ماجد
- الطواحين 1984
- امرؤا القيس
- محاكمة ابن المفقّع
- وادي الجرف 1985
- الخيار الثاني
- الاخوة الشجعان -  اشراف فني
- ويسقط القناع - سهرة تلفزيونية
- قلوب لا تحتمل الحب
- لمن يغرد العندليب -  فؤاد 1982
- محاكم بلا سجون - 1985 (القاضي)
- المفاجأة
- الأيام

### أدواره في الدوبلاج
- الرغيف العجيب - (في دور: قط البكتيريا)
- التوأمان
- يوميات بابار
- نصف بطل
- أبطال الفضاء ج1 - (في دور: ديريك وايلد ستار)
- مغامرات إنجي - (في دور: مايكل)
- زهرة الجبل - (في دور: حسان)
- بيرين - (في دور: تارويل)
- صراع الجبابرة - (في دور: ليوبي)
- أخي العزيز
- كوالا
- سوار العسل
- أبطال الملاعب
- عقلة الأصبع
- الرحالة الصغير
- الهداف
- جزيرة الدب
- حياة البراري
- المغامرون الأبطال
- الرواد الشجعان ج2
- الغواصة الزرقاء
- افرح وامرح وتعلم
- المناهل
- أحلام وفرح
- أبطال السباق
- في قديم الزمان
- أبطال التزلج
- غار غان توا
- بحيرة الحوت

## وفاته
توفي يوم الجمعة الموافق العشرين من مايو 2022 أثر تعرضه لجلطة دماغية.

## روابط خارجية
- تيسير عطية على موقع قاعدة بيانات الأفلام العربية